# Putuo (Zhoushan)

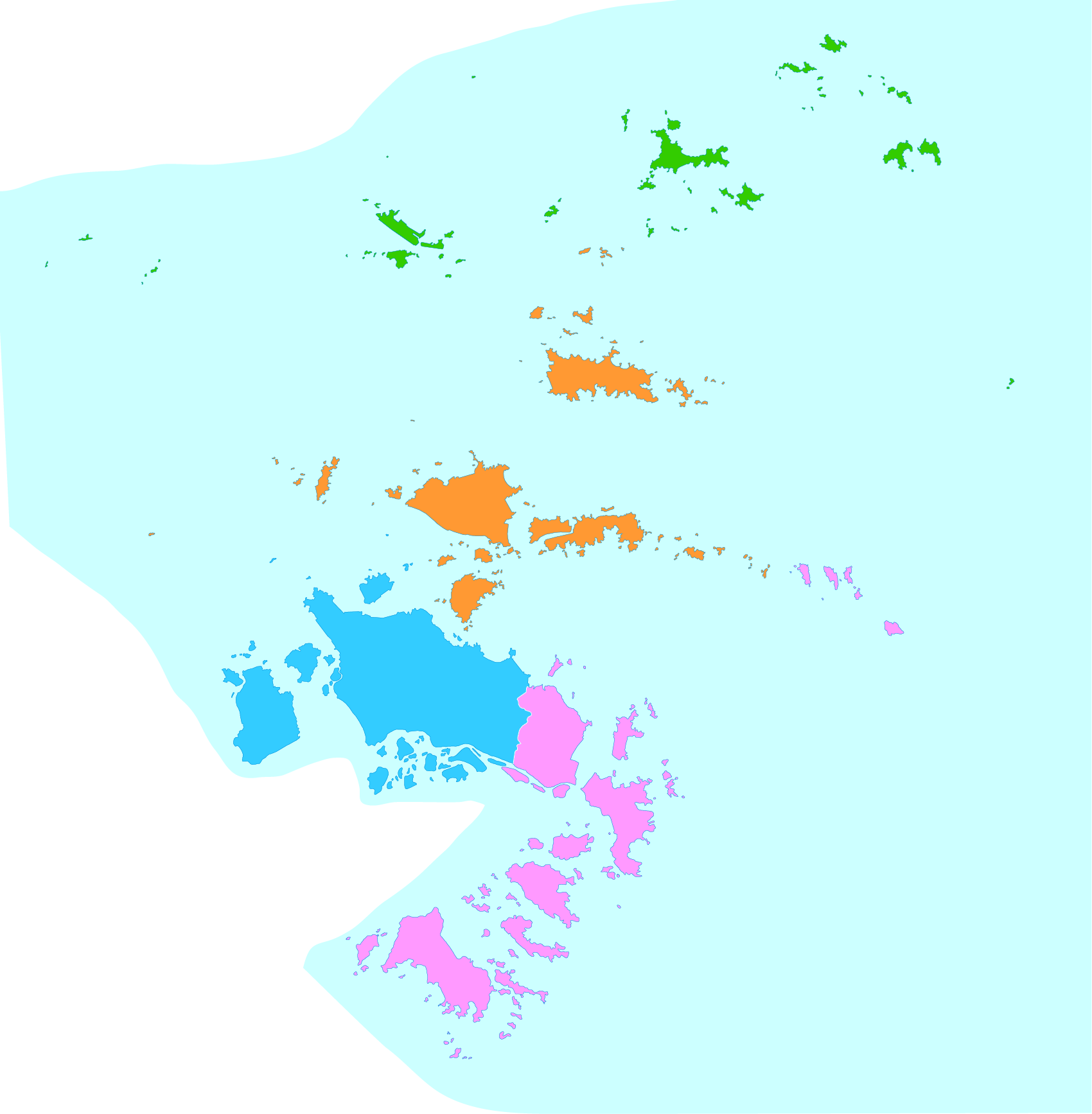
Putuo im Südosten von Zhoushan

Der Stadtbezirk Putuo (chinesisch 普陀区, Pinyin Pǔtuó Qū) ist ein Stadtbezirk der bezirksfreien Stadt Zhoushan in der südostchinesischen Provinz Zhejiang. Die Fläche beträgt 386,5 Quadratkilometer und die Einwohnerzahl 382.902 (Stand: Zensus 2020).

## Administrative Gliederung
Auf Gemeindeebene setzt sich Putuo aus drei Straßenvierteln, sieben Großgemeinden und vier Gemeinden zusammen. Diese sind:
- Straßenviertel Shenjiamen 沈家门街道
- Straßenviertel Donggang 东港街道
- Straßenviertel Goushan 勾山街道

- Großgemeinde Liuheng 六横镇
- Großgemeinde Zhujiajian 朱家尖镇
- Großgemeinde Zhanmao 展茅镇
- Großgemeinde Taohua 桃花镇
- Großgemeinde Xiazhi 虾峙镇
- Großgemeinde Putuoshan 普陀山镇
- Großgemeinde Dongji 东极镇

- Gemeinde Baisha 白沙乡
- Gemeinde Dengbu 登步乡
- Gemeinde Fodu 佛渡乡
- Gemeinde Mayidao 蚂蚁岛乡

## Holzschiffbau
Der traditionelle Holzschiffbau von Putuo steht zusammen mt dem aus Xinghua 兴化市 in der Provinz Jiangsu auf der Liste des immateriellen Kulturerbes der Volksrepublik China (Nr. 920).